# Лоутон, Энтони Сеймур
Энтони Сеймур Лоутон (англ. Anthony Seymour Laughton, 29 апреля 1927 — 27 сентября 2019) — британский океанограф.
Он получил образование в Мальборо-колледже и Королевском колледже Кембриджского университета. Он работал в Институте океанографических наук (ныне Национальный океанографический центр) и занимал должность директора в 1978 году. Он был избран членом Лондонского королевского общества в 1980 году и получил рыцарское звание за заслуги перед океанографией на церемонии в честь Дня рождения королевы 1987 года. Он был награждён медалью Мэрчисона Лондонского геологического общества в 1989 году.